# Amrita Acharia
Amrita Acharia, in nepalese अमृता आचार्य (Katmandu, 31 luglio 1987), è un'attrice britannica.

## Biografia
Nata a Katmandu da padre nepalese e madre ucraina, ha seguito il padre medico che doveva spostarsi per lavoro ritrovandosi a vivere tra il Nepal, l'Ucraina e la Norvegia. Terminata la scuola superiore in Norvegia, si trasferisce in Inghilterra all'età di diciannove anni iniziando la sua carriera di attrice. Tra il 2011 e il 2012 interpreta il ruolo di Irri nella serie televisiva HBO Il Trono di Spade (Game of Thrones), mentre nel 2013 esordisce con il suo primo ruolo da protagonista nel film norvegese Jeg er din.
Acharia parla perfettamente il nepalese, l'ucraino, il russo, l'inglese e il norvegese.

## Filmografia

### Attrice

#### Cinema
- The Devil's Double, regia di Lee Tamahori (2011)
- Jeg er din, regia di Iram Haq (2013)
- Dead Snow 2: Red vs Dead (Død snø 2), regia di Tommy Wirkola (2014)
- Camouflage, regia di Kyle T. Cowan (2014)
- Amar Akbar & Tony, regia di Atul Malhotra (2015)
- Arrivals, regia di Wilf Varvill (2016)
- Welcome to Curiosity, regia di Ben Pickering (2017)
- Genesis, regia di Freddie Hutton-Mills e Bart Ruspoli (2017)

#### Televisione
- Casualty – serie TV, 1 episodio (2010)
- Doctors – serial TV, 1 episodio (2011)
- Lapland, regia di  Catherine Morshead – film TV (2011)
- Il Trono di Spade (Game of Thrones) – serie TV, 13 episodi (2011-2012)
- Pen & Paper & Laser Guns – serie TV, 1 episodio (2016)
- Frikjent – serie TV, 8 episodi (2016)
- Red Dwarf – serie TV, episodio 12x03 (2017)
- The Good Karma Hospital – serie TV, 22 episodi (2017-2022)
- The Sister – miniserie TV, 4 puntate (2020)
- The Serpent Queen – serie TV, 16 episodi (2022-2024)

#### Cortometraggi
- In Company of Wolves (2010)
- Collectables (2010)
- Mamma Ler i Skuffen (2015)
- Queen's Mile (2015)
- Kiss the Devil in the Dark (2016)

### Doppiaggio
- Missing Link, regia di Chris Butler (2019)
- Kitti Katz – serie TV, 10 episodi (2023)

## Doppiatrici italiane
Nelle versioni in italiano delle opere in cui ha recitato, Amrita Acharia è stata doppiata da:
- Monica Migliori ne Il Trono di Spade
- Eva Padoan in The Sister
- Roberta De Roberto in The Serpent Queen

Come doppiatrice è stata sostituita da:
- Elena Perino in Missing Link